# Veldloge
Een veldloge is een begrip uit de vrijmetselarij en kan twee dingen betekenen: een ambulante (militaire) loge die niet aan een vaste plaats gebonden is, dan wel de uitvoering van een ritueel door logebroeders buiten het eigen logegebouw.  

## Een ambulante (militaire) loge
Vanaf de eerste helft van de achttiende eeuw kwam het voor dat een aantal militairen binnen een legeronderdeel samen een eigen vrijmetselaarsloge stichtten, een veldloge. Deze veldloge hield vervolgens bijeenkomsten op de plaats waar het legeronderdeel zich op dat moment bevond. Veldloges kwamen zowel in Noord-Amerika als in Europa voor, binnen Europa onder meer in Ierland, Engeland, Duitsland en Frankrijk .    
Napoleon zag in de vrijmetselarij een middel om het leger te verenigen, met als gevolg dat tijdens zijn regering (1799 - 1814) het aantal vrijmetselaarsloges in Frankrijk toenam van 300 naar ruim 1200. Hieronder waren een groot aantal veldloges. In de Franse Tijd waren verschillende van deze loges ook in de Nederlanden actief, bijvoorbeeld 'L'Union Constante Militaire' welke op meerdere plaatsen in Nederland gelegerd was.  
Gedurende de Eerste Wereldoorlog waren er verschillende Duitse veldloges actief in België. In Nederland werd tijdens de Eerste Wereldoorlog een Engelse loge opgericht door Engelse militairen die in Groningen geïnterneerd waren, de Gastvrijheid Lodge. Na de Eerste Wereldoorlog verdween het fenomeen veldloge grotendeels. 
In de eenentwintigste eeuw zijn er in Duitsland opnieuw enkele veldloges opgericht binnen legeronderdelen.

## Een ritueel buiten het logegebouw
Heden ten dage wordt met een veldloge vooral een bijeenkomst bedoeld, waarbij een vrijmetselaarsloge het ritueel opvoert wat bij een Open Loge behoort, op een locatie buiten haar eigen logegebouw. Hiervoor wordt een besloten locatie gezocht, doorgaans in de open lucht. Dit kan bijvoorbeeld een afgeschut stuk bos of een veld zijn.
Vanuit praktische overwegingen wordt vaak de viering van de zomerzonnewende (in vrijmetselaarsjargon Zomer Sint Jan) gekozen om een veldloge te houden.    